# Шарп, Седрик
Седрик Шарп (англ. Cedric Sharpe; 13 апреля 1891, Лондон, Великобритания — 1978, Стайнинг, Великобритания) — британский виолончелист и композитор. Сын Херберта Фрэнсиса Шарпа.
Учился в Королевском колледже музыки у Уильяма Генри Скуайра. Выступал как ансамблевый музыкант в составе Филармонического квартета (с 1915 г., вместе с Юджином Гуссенсом), Квартета виртуозов (с 1924 г., вместе с Марджори Хэйуорд), квартета «Камерные исполнители» (англ. Chamber Music Players, с 1940 г., вместе с Альбертом Сэммонсом и Лайонелом Тертисом) и других разнообразных коллективов, в том числе собственного струнного секстета (с 1930 г.), так что рецензент журнала «Gramophone» однажды даже выразил недовольство тем, что Шарп не уделяет внимания сольной карьере — или уж не сосредотачивается на игре в ансамбле полностью. Был также первой виолончелью Лондонского симфонического оркестра, в 1928—1966 гг. преподавал в Королевской академии музыки.
Высоко оценивая исполнительскую манеру Шарпа с его «безупречным выбором темпа» и «многоцветьем вибрато» (англ. vibrato with many different colours), британский специалист Дэвид Джонстон замечает, что не менее значительна была и композиторская активность Шарпа, хотя его сочинения к настоящему времени забыты. Шарпу принадлежит множество миниатюр для виолончели, написанных преимущественно в межвоенный период, аранжировки для виолончели английских и ирландских песен, а также переложения шотландских народных мелодий, ранее аранжированных для фортепиано его отцом. Кроме того, Шарп писал и оркестровую музыку — главным образом, в форме сюит с элементами стилизации под старину: так, его «Холирудская сюита» (англ. Holyrood Suite) состоит из номеров «Оборки и кружева (гавот)», «Мсье маркиз (сарабанда)», «Песня лютни (ариетта)» и «Танец поварят (жига)».